# أنورا كومارا ديساناياكي
أنورا كومارا ديساناياكي (بالسنهالية: අනුර කුමාර දිසානායක، بالتاميلية: அநுர குமார திசாநாயக்க؛ من مواليد 24 نوفمبر 1968) ويشار إليه عادةً بأحرفه الأولى AKD، هو الرئيس المنتخب لسريلانكا؛، كان عضوًا في البرلمان عن منطقة كولومبو قبل الانتخابات الرئاسية، وهو الزعيم الحالي لحزب جاناتا فيموكثي بيرامونا (منذ عام 2014) وقوة الشعب الوطنية (منذ عام 2019). كان مرشحًا في الانتخابات الرئاسية السريلانكية عام 2019، وتم تعيينه مرشحًا رئاسيًا لقوة الشعب الوطنية للانتخابات الرئاسية السريلانكية عام 2024، حيث خاض حملته على منصة مناهضة للفساد والتي ظهر فيها فائزًا.
كان ديساناياكي منخرطًا في جبهة التحرير الشعبية منذ أيام دراسته وكان نشطًا في السياسة الطلابية في الجامعة قبل الانضمام إلى المكتب السياسي لجبهة التحرير الشعبية في عام 1995. كان عضوًا في البرلمان منذ سبتمبر 2000، إما تم تعيينه من القائمة الوطنية أو انتخابه، وشغل ديساناياكي منصب وزير الزراعة والثروة الحيوانية والأراضي والري من عام 2004 إلى عام 2005 ورئيس المعارضة من عام 2015 إلى عام 2018. تم تعيينه زعيمًا لجبهة التحرير الشعبية في المؤتمر الوطني السابع عشر للحزب، الذي عقد في 2 فبراير 2014.

## الحياة المبكرة والتعليم
وُلِد ديساناياكي في 24 نوفمبر 1968 في قرية جاليويلا، مقاطعة ماتالي، المقاطعة الوسطى، سريلانكا. كان والده موظفًا في أحد المكاتب وكانت والدته ربة منزل وكان لديه أخت واحدة.
تلقى ديساناياكي تعليمه في مدرسة تامبوتيجاما جاميني ماها فيديالايا وكلية تامبوتيجاما المركزية، ليصبح أول طالب من الكلية يحصل على القبول الجامعي، بعد أن شارك في جبهة جبهة الشعب منذ أيام دراسته، انضم ديساناياكي إلى جبهة جبهة الشعب في عام 1987، وأصبح نشطًا في السياسة الطلابية. انخرط في الأنشطة السياسية بدوام كامل منذ عام 1987، مع بداية تمرد جبهة جبهة الشعب في الفترة من 1987 إلى 1989. التحق بجامعة بيرادينيا وتركها بعد بضعة أشهر بسبب التهديدات. انتقل إلى جامعة كيلانيا بعد عام في عام 1992.

## الحياة السياسية

### المكتب السياسي لحزب جبهة التحرير الشعبية (JVP)
في عام 1995، أصبح المنظم الوطني لجمعية الطلاب الاشتراكيين وتم تعيينه في اللجنة المركزية العاملة لحزب جبهة التحرير الشعبية JVP، تم تعيينه في المكتب السياسي لـ JVP في عام 1998. دعمت JVP تشاندريكا كماراتونغا في الانتخابات البرلمانية السريلانكية عام 1994، بعد أن عادت إلى السياسة السائدة تحت قيادة سوماوانسا أماراسينغ.

### الانتخابات الرئاسية 2019
في 18 أغسطس 2019، أعلنت قوة الشعب الوطنية، وهي منظمة سياسية تقودها جبهة التحرير الشعبية JVP، أن ديساناياكي سيكون مرشحها الرئاسي في الانتخابات الرئاسية لعام 2019، جاء ديساناياكي في المركز الثالث بنسبة 3٪ من الأصوات، وحصل على 418553 صوتًا.

### الانتخابات الرئاسية 2024
في 29 أغسطس 2023، أعلن الحزب الوطني الجديد أن ديساناياكي سيترشح للرئاسة مرة أخرى في عام 2024. تولى الزعيم اليساري أنورا كومارا ديساناياكي رئاسة سريلانكا في 23 سبتمبر 2024، وتعهد بإحداث تغيير في الدولة الجزيرة التي خضعت لسيطرة عائلات سياسية قوية لفترة طويلة، وتتعافى من أسوأ أزمة اقتصادية منذ أكثر من 70 عاماً.